# Équipe de l'État Libre d'Irlande de football aux Jeux olympiques d'été de 1924
Le parcours de l'équipe de l'État Libre d'Irlande aux Jeux olympiques d'été de 1924 organisés à Paris du 25 mai au 9 juin, occupe une place importante dans l'histoire du football irlandais. Il s'agit d'une double première, une première compétition pour une équipe sous l'égide de la Fédération d'Irlande de football et la première participation d'une équipe irlandaise à une compétition internationale hors British Home Championship.
Les Irlandais sont éliminés en quarts-de-finale par les Néerlandais.

## Cadre historique

### La création d'une équipe

#### Une nouvelle fédération
La partition de l'Irlande en 1921 signifie aussi la création de deux entités différentes et opposées pour organiser le football dans l'île. La fédération irlandaise de football, l'IFA, basée historiquement à Belfast reste l'organe dirigeant du football dans les comtés restés fidèles au Royaume-Uni. Dans le nouvel état indépendant dont la capitale est Dublin une nouvelle fédération est créée : la Fédération d'Irlande de football ou FAI. 
Ces deux fédérations ont comme particularité de se réclamer d'une autorité sur l'ensemble de l'île d'Irlande et assument vouloir sélectionner des footballeurs issus des trente-six comtés historiques de l'île même si leur autorité factuelle se retrouve limitée à chacune des deux entités nouvellement créées, l'Irlande du Nord pour l'IFA à Belfast et l'État libre d'Irlande pour la FAI. 
L'IFA continue donc à organiser son équipe nationale sur une base toute-Irlande en sélectionnant régulièrement des joueurs de l'État Libre d'Irlande,. Pendant cette période, la réciproque existe aussi : quelques rares joueurs de nationalité nord-irlandaise comme Harry Chatton jouent pour l'État d'Irlande. 
À partir de 1936, la FAI qui jusque-là sélectionnait principalement des joueurs sur le principe de leur appartenance à l'État Libre d'Irlande, reprend la même politique que son voisin du Nord et sélectionne aussi ses joueurs sur une base toute-Irlande. À partir de cette date, trente neuf joueurs au total vont jouer pour les deux équipes.

### Reconnaissance internationale
Le nouveau pays indépendant et la fédération qui la représente pour l'organisation du football recherchent une reconnaissance internationale auprès des organes internationaux. L'État libre d'Irlande intègre la Société des Nations le 10 septembre 1923. la Fédération de l'État Libre d'Irlande de football (la FAIFS) demande donc son adhésion eux deux organismes qui régentent le football au niveau mondial, la FIFA d'une part et l'International Football Association Board d'autre part. La FIFA organise les relations entre les différentes fédérations nationales. L'IFAB est l'instance qui détermine et fait évoluer les règles du jeu du football.
La première action de la FAIFS est de contacter l'IFAB. Elle se heurte immédiatement à son homologue de Belfast, membre de droit de l'organisation, qui lui refuse tout contact et 
Dès janvier 1922, la FAIFS contacte la Fédération française de football pour tenter d'organiser un match entre la nouvelle équipe irlandaise et l'équipe de France. Cette demande n'est pas anodine car le Président de la FFF est alors Jules Rimet qui occupe aussi le poste de Président de la FIFA.
L'IFAB qui est alors constitué des quatre plus anciennes fédérations britanniques rejette toute idée de reconnaissance de la nouvelle fédération. Le nouvel état indépendant pays ainsi son indépendance par rapport au Royaume-Uni.
C'est du CIO que viendra au final la possibilité d'exister au niveau international. Le Comité olympique irlandais créé en 1921 est rapidement reconnu par l'organisation internationale en charge des Jeux olympiques. Les natifs d'Irlande ont brillé lors des derniers jeux organisés avant guerre. Sous la bannière britannique ils ont remporté huit médailles en quinze disciplines différentes à Londres en 1908. 1924 est ainsi la première occasion qu'ont les sportifs irlandais de concourir sous leur nouvelle bannière.
Deux oppositions émergent contre le football. Une opposition externe puisque l'IFAB leur refuse l'affiliation, une opposition interne quand John J. Keane le président du comité olympique irlandais annonce son scepticisme quant à l'engagement d'une équipe de football aux Jeux de Paris. Keane est un fervent supporter de la GAA, l'organisme de tutelle des sports gaéliques en Irlande, qui est historiquement opposée aux sports dits britanniques comme le football ou les différents rugby. Le point d'achoppement est que le comité olympique irlandais est construit sur la base des trente deux comtés historiques d'Irlande alors que la FAIFS représente que les vingt-six comtés ayant fait sécession.

## Football aux Jeux olympiques 1924
Les Jeux olympiques d'été de Paris sont la plus grosse manifestation sportive jamais organisée, avec quarante quatre nations présentes, trois mille sportifs et 124 épreuves disputées.

## Joueurs et encadrement
La sélection des joueurs pour la compétition se fait sous la responsabilité de la Fédération irlandaise de football. Il n'y a pas de sélectionneur, mais un comité de sélection. Les entraînements sont guidés par Charlie Harris. La fédération organise des tests de sélection en avril 1924. Trente-trois joueurs sont rassemblés pour au final en conserver vingt-deux.
Les joueurs et la délégation irlandaise embarquent le samedi 24 mai pour un voyage d'une durée totale de deux semaines.

## La compétition

### Matchs des Jeux olympiques

#### Premier tour
Pour le premier tour, l'équipe irlandaise se voit opposée à la Bulgarie. Pour le pays des Balkans c'est aussi la première participation aux Jeux olympiques. L'équipe composée de joueurs amateurs est entraînée par un autrichien Leopold Nitsch. Sur le trajet entre Sofia et Paris, les Bulgares font un arrêt à Vienne. Ils y disputent contre l'Autriche la toute première rencontre internationale du pays. Cette rencontre se solde par une lourde défaite sur le score de 6 à 0. Neuf des onze joueurs de la rencontre de Vienne font partie de l'équipe qui entre sur le terrain contre l'État Libre d'Irlande. Seuls deux joueurs de l'équipe ne sont pas des membres du Levski Sofia.
Si la première mi-temps propose un jeu de faible qualité, ce sont les Bulgares qui font la meilleure entame de match. Ils menacent régulièrement Paddy O'Reilly le gardien de but mais manquent de finition. Progressivement les défenseurs irlandais prennent la mesure de leurs adversaires directs. Les attaquants irlandais de leur côté n'inquiètent jamais Petar Ivanov le gardien bulgare.
La deuxième mi-temps est bien différente. Les Irlandais font le siège des buts bulgares. Ivanov résiste et sauve son équipe d'une lourde défaite. Le seul but de la rencontre vient d'un action anodine. Un long centre de Johnny Murray arrive jusqu'à Paddy Duncan qui, manifestement hors-jeu, marque le but sans que le trio arbitral ne réagisse. Les Bulgares, affaiblis par le but encaissé, déjouent et deviennent très indisciplinés. L'arbitre siffle un pénalty que se charge de tirer Duncan. Mais Ivanov arrête son tir.
| Premier tour      | État libre d'Irlande | 1 - 0   | Bulgarie | Stade olympique, Colombes                  |                                            |
| 28 mai 1924 16:00 | Paddy Duncan 75e |         | | Spectateurs : 1 659 Arbitrage : A. Henriot | Spectateurs : 1 659 Arbitrage : A. Henriot |
| 28 mai 1924 16:00 | (Rapport) |         | | Spectateurs : 1 659 Arbitrage : A. Henriot | Spectateurs : 1 659 Arbitrage : A. Henriot |
| 28 mai 1924 16:00 | Paddy O'Reilly Jack McCarthy Bertie Kerr Tommy Muldoon John Joe Dykes Ernie McKay Michael Farrell Joe Kendrick Paddy Duncan Dinny Hannon Johnny Murray | Équipes | Petar Ivanov Aleksandar Hristov Simeon Yankov Ivan Radoev Boian Byanov Gheno Mateev Dimitr Mutafchiev Nikola Mutafchiev Todor Vladimirov Konstantin Maznikov Kiril Yovovich | Spectateurs : 1 659 Arbitrage : A. Henriot | Spectateurs : 1 659 Arbitrage : A. Henriot |

#### Quarts de finale
| Quart de finale   | Pays-Bas | 2 - 1 a.p. | État libre d'Irlande | Stade de Paris, Saint-Ouen                         |                                                    |
| 2 juin 1924 17:00 | O. Formenoy (nl) 7e 104e |            | 33e F. Ghent | Spectateurs : 2 000 Arbitrage : Heinrich Retschury | Spectateurs : 2 000 Arbitrage : Heinrich Retschury |
| 2 juin 1924 17:00 | (Rapport) |            | | Spectateurs : 2 000 Arbitrage : Heinrich Retschury | Spectateurs : 2 000 Arbitrage : Heinrich Retschury |
| 2 juin 1924 17:00 | Gejus van der Meulen Harry Dénis Hans Tetzner André Le Fèvre Evert van Linge Peer Krom Ber Groosjohan Ok Formenoy Joop ter Beek Gerrit Visser Jan de Natris | Équipes    | Paddy O'Reilly Jack McCarthy Bertie Kerr Tommy Muldoon John Joe Dykes Ernie McKay Michael Farrell Frank Ghent Paddy Duncan Dinny Hannon Johnny Murray | Spectateurs : 2 000 Arbitrage : Heinrich Retschury | Spectateurs : 2 000 Arbitrage : Heinrich Retschury |

### Matchs amicaux
Dès le lendemain de son élimination, l'équipe irlandaise dispute à Paris un match amical contre la sélection estonienne. Le match a lieu au Stade olympique de Colombes. Il est arbitré par l'égyptien Youssouf Mohamed qui fait partie du groupe d'arbitre des jeux olympiques.
| 3 juin 1924 | État libre d'Irlande | 3 - 0   | Estonie | Stade olympique, Colombes                        |                                                  |
| 17:00       | Paddy Duncan 15e · C. Robinson (en) 48e · Frank Ghent 69e                                                                                                  |         | | Spectateurs : 3 000 Arbitrage : Youssouf Mohamed | Spectateurs : 3 000 Arbitrage : Youssouf Mohamed |
| 17:00       | Paddy O'Reilly Tommy Murphy Jack McCarthy John Thomas John Joe Dykes Tommy Muldoon Christy Robinson Frank Ghent Paddy Duncan Charles Dawdall Johnny Murray | Équipes | Evald Tipner Arnold Pihlak Otto Silber Hugo Väli Bernhard Rein Harald Kaarman Alfei Jürgenson Voldemar Rõks Eduard Ellmann-Eelma Oskar Üpraus Ernst Joll | Spectateurs : 3 000 Arbitrage : Youssouf Mohamed | Spectateurs : 3 000 Arbitrage : Youssouf Mohamed |

## Commémoration
Dès 1924, la FIFA et la Football Association of the Free State (FAIFS - le nom de la FAI à l'époque) considéraient ces matches comme des matches internationaux à part entière, mais au fil des ans, ils ont disparu des tablettes et des mémoires. Depuis, la plupart des sources citent le match de l'Irlande contre l'Italie en mars 1926 comme le premier match international.
En 1999, la FIFA décide que tous les matches de football des Jeux olympiques entre 1908 et 1940 devaient être considérés comme des matches internationaux à part entière, mais la FAI n'a toujours pas reconnu officiellement ces matches.
Il faut attendre cent ans pour que cette équipe soit enfin reconnue par la fédération irlandaise comme sa première équipe nationale et que le statut d'international soit enfin accordé aux joueurs ayant disputé les Jeux olympiques.

## Sources

### Ouvrages
- Pierre Arrighi, Trois naissances du championnat du monde de football, Paris, Book on demand, octobre 2022, 432 p. (ISBN 978-2-3224-5891-2)
- Mickaël Correia, Une Histoire populaire du football, Paris, La Découverte, coll. « Cahiers libres », 2018, 408 p. (ISBN 978-2-7071-8959-2)
- Frédérick Legat, Géopolitique du football : 1900-1939, Paris, BiblioMonde Éditions, coll. « Géopolitique », 2022, 304 p. (ISBN 978-2-36802-018-0)
- (en) Donal Cullen, Freestaters : The Republic of Ireland Soccer Team 1921-1939, Southend-on-Sea, Desert Island Books, 2007, 192 p. (ISBN 978-1-905328-36-9)
- (en) Paul Kember, The 100 Yers's Who's Who of Republic of Ireland footballers, Kember Publications, 2023, 256 p. (ISBN 978-1-7397674-3-3)
- (en) James Quinn, No Foreign Game : Association Football and the Making of Irish Identities, Dublin, Merrion Press, 2023, 393 p. (ISBN 978-1-78537-473-9)
- (en) Cormac Moore, The Irish Soccer Split, Cork, Cork University Press / Atrium, 2015, 312 p. (ISBN 978-1-78205-152-7).

### Article
- (en) Tadhg Carey, « Ireland's footballers at the Paris Olympics, 1924 », History Ireland, vol. 20, no 4,‎ juillet/août 2012, p. 22-25